# Muzeum Komunikacji Miejskiej w Poznaniu
Muzeum Komunikacji Miejskiej w Poznaniu – placówka muzealna zlokalizowana na terenie zajezdni tramwajowej przy ulicy Głogowskiej na Łazarzu w Poznaniu.
Muzeum powstało w 2006 roku z okazji 100-lecia zajezdni przy ulicy Głogowskiej w Poznaniu i 10-lecia poznańskiego szybkiego tramwaju. Z tej okazji została powołana izba tradycji, do której sprowadzono eksponaty z Domu Tramwajarza przy ulicy Słowackiego, oraz z innych obiektów należących do MPK.
Muzeum nie jest dostępne na co dzień, ponieważ znajduje się na terenie czynnej zajezdni tramwajowej. Dostać się do niego można tylko zabytkowym tramwajem linii turystycznej 0, który kursuje w soboty i niedziele, od końca kwietnia do końca września, bądź po kontakcie mailowym z MPK.
Właścicielem muzeum jest Miejskie Przedsiębiorstwo Komunikacyjne Sp. z o.o.

## Ekspozycja
- Przy wejściu znajduje się element tramwaju konnego typu Herbrand – był to pierwszy w Poznaniu tramwaj konny, obecny na ulicach od 31 lipca 1880 roku. Kursował co 6 minut z dworca głównego PKP na Stary Rynek.
- Pochodzące z 1905 roku fotografie zajezdni przy ulicy Gajowej.
- Pulpit tramwaju typu 102N, który służył kiedyś do celów szkoleniowych.
- Zabytkowe kasowniki, które regularnie były jeszcze tylko we Wrocławiu w tramwajach typu 102N i 102Na. Zwiedzający muzeum mogą otrzymać specjalne kontrolki, używane przez kontrolerów biletów, dzięki którym mogą te kasowniki wypróbować.
- Stare siedzenie pasażerskie pochodzące z tramwaju typu 105N.
- W muzealnych gablotach można zobaczyć modele omnibusów konnych, a także trolejbusów i najbardziej zabytkowych tramwajów.
- Elementem ekspozycji jest także automat biletowy, który dawniej znajdował się na przystanku tramwajowym Wierzbięcice (wcześniej Dworzec PKS) przy starej lokalizacji dworca PKS.
- Pamiątki dotyczące komunikacji miejskiej w Poznaniu, proporczyki, zabytkowe bilety, zdjęcia, publikacje, czapki.
- Przekrój nowoczesnej szyny tramwajowej użytej do budowy nowej trasy tramwajowej biegnącej przez most św. Rocha.
- Najstarsze siedzenie dla pasażerów z wagonów dwukierunkowych.

Z powodu niewielkich rozmiarów muzeum, część eksponatów (stare mundury, tramwaje, zabytkowe wyposażenie pojazdów) jest niedostępna dla zwiedzających. Miejskie Przedsiębiorstwo Komunikacyjne planowało wybudować nowy gmach muzeum na terenie zajezdni przy ulicy Gajowej, jednak ostatecznie zajezdnię sprzedano zagranicznemu inwestorowi.